# Matías Navarro (músico)
Matías Navarro Alarcón (¿Elche? o ¿Zaragoza?, c. 1666 - Orihuela, 7 de marzo de 1727) fue un compositor y maestro de capilla español.

## Vida
Matías Navarro nació hacia 1666, hecho que se ha calculado de su ingreso con unos 12 años (13 de diciembre de 1678) y su despedida (mayo de 1682) como infante de la capilla de música de la Catedral de Orihuela, además de la fecha de su ordenamiento como sacerdote a los 24 años (1690). Hijo de Isabel de Alarcón y Luis Navarro, su padre fue corneta de la Colegiata de Elche y procedía de una gran familia de músicos apellidados Navarro probablemente originarios de Zaragoza. De hecho, es posible que Matías Navarro naciera durante la estancia de Luis Navarro en Zaragoza como arpista en las décadas centrales del siglo XVII. Sin embargo también se le documenta como «natural de la Villa de Elig», es decir, natural de la villa de Elche, en la provincia de Alicante, donde también trabajó su padre, aunque no en la época en la que se supone que nació Matías (se instaló en Elche en 1678). Tuvo dos hermanos que sobrevivieran, Luis y Ana, y dos hermanastros, de matrimonios posteriores de Luis Navarro, Antonio y Ginés.
La formación musical de Matías Navarro fue como infante en la capilla capilla de música de la Catedral de Orihuela, donde ingresó el 13 de diciembre de 1678. Permaneció bajo el magisterio de Roque Montserrat hasta 1681, pero permaneció en la Catedral hasta 1686 como corneta.
Debió continuar su formación con Monsterrat hasta 1686, cuando fue nombrado maestro de capilla de la Colegiata de Santa María de Elche. Cuatro años más tarde, en 1690, fue nombrado sacerdote. Durante su estancia fue responsable de la adaptación del Misterio de Elche al nuevo edificio de la iglesia de Santa María. De hecho, es probable que el número del Araceli sea composición suya.
Tras la marcha de Roque Montserrat en 1691 se nombró como nuevo maestro de capilla interino de la Catedral de Orihuela a Matías Navarro probablemente por designación directa, ya que no hay noticias de una oposición. Su hermano Luis ejercía de bajón en la catedral desde 1690, lo que sin duda facilitó el nombramiento. Estuvo de interino hasta el 6 de julio de 1696, cuando tomó posesión de la capellanía real asociada al cargo.
La obra de Navarro corresponde al Barroco hispano pleno, que se corresponde con la capilla de la Catedral que dirigía en Orihuela. Durante su magisterio el coro se aumentó a seis infantes de colorado, además de con dos capones beneficiados, y se aumentó a tres el número de bajones, además de la subida del salario del arpista. Sin embargo, a partir de 1707 los efectos económicos e ideológicos de la Guerra de Sucesión producen la decadencia definitiva de la capilla policoral barroca. Entre 1711 y 1713 se introducen instrumentos nuevos: clave, violines, violón y abué, por influencia de la capilla de la Catedral de Murcia y los usos castellanos. Sin embargo, estos nuevos instrumentos sufrieron de la falta de medios del cabildo, por lo que su uso fue inestable.
Falleció en el cargo en Orihuela el 7 de marzo de 1727, dejando testamento a favor de sus hermanos Luis y Ana, ambos vecinos de Orihuela en ese momento. Su hermano Luis fallecería un año más tarde.

## Obra
Navarro llevó la polifonía barroca a límites poco comunes, componiendo cobras a diez, doce, trece, catorce y dieciséis voces. De hecho, compuso una misa a 19 voces con acompañamiento en 1689, la de mayor número de voces en España. En general, sus composiciones son todas de tema religioso, con dedicatorias específicas. Otra característica de sus composiciones son que el bajo continuo estaba escrito para coro, de forma que pudiese ser sustituido por el órgano si era necesario, el llamado «tiple al órgano». Su obra en castellano duplica su obra en latín, en total unas 300 composiciones se han conservado.
Introdujo el nombre de «cantadas» para los villancicos escritos para una o dos voces, con acompañamiento musical, y «óperas» a los villancicos con arias.